# Símbolo

Símbolos religiosos

O termo símbolo, com origem no grego symbolon (σύμβολον), designa um tipo de signo em que o significante (realidade concreta) representa algo abstrato (religiões, nações, quantidades de tempo ou matéria, etc.) por força de convenção, semelhança ou contiguidade semântica (como no caso da cruz que representa o cristianismo, porque ela é uma parte do todo que é imagem do Cristo morto). Charles Sanders Pierce desenvolveu uma classificação geral dos signos. Sendo um signo, "símbolo" é sempre algo que representa outra coisa (para alguém).
O "símbolo" é um elemento essencial no processo de comunicação, encontrando-se difundido pelo cotidiano e pelas mais variadas vertentes do saber humano. Embora existam símbolos que sejam reconhecidos internacionalmente, outros só são compreendidos dentro de um determinado grupo ou contexto (religioso, cultural, etc.), pode ser também um objeto que substitui, representa, ou sugere algo.
A representação específica para cada símbolo pode surgir como resultado de um processo natural ou pode ser convencionada de modo que o receptor (uma pessoa ou grupo específico de pessoas) consiga fazer a interpretação do seu significado implícito e atribuir-lhe determinada conotação. Pode, também, estar mais ou menos relacionada fisicamente com o objeto ou ideia que representa, podendo não só ter uma representação gráfica ou tridimensional como também sonora ou mesmo gestual.
Símbolos gravados há mais de 60 mil anos na casca de ovos de avestruz podem evidenciar o mais antigo sistema de representação simbólica usado por humanos modernos. Os sinais repetitivos e padronizados foram encontrados em Howiesons Poort, na África do Sul, e foram destacados em artigo na revista Proceedings of the National Academy of Sciences (PNAS).
A semiótica é a disciplina que se ocupa do estudo dos símbolos, do seu processo e sistema em geral. Outras disciplinas especificam metodologias de estudo consoante à área, como a semântica, que se ocupa do simbolismo na linguagem, ou seja, das palavras, ou a psicanálise, que, entre outros, se debruça sobre a interpretação do simbolismo nos sonhos.